# Afrobella
Genre
Afrobella est un genre de collemboles de la famille des Neanuridae.

## Distribution
Les espèces de ce genre se rencontrent en Afrique subsaharienne.

## Liste des espèces
Selon Checklist of the Collembola of the World (version du 14 octobre 2019) :
- Afrobella delamarei Cassagnau, 1996
- Afrobella guineensis (Murphy, 1965)
- Afrobella kirivatensis Cassagnau, 1996
- Afrobella mamillata Cassagnau, 1996
- Afrobella pauliani (Massoud, 1963)
- Afrobella scoparia Cassagnau, 1996
- Afrobella simplex (Massoud, 1963)
- Afrobella thibaudi Cassagnau, 1996
- Afrobella wittei Cassagnau, 1996

## Publication originale
- Cassagnau, 1983 : Un nouveau modèle phylogénétique chez les collemboles Neanurinae. Nouvelle Revue d'Entomologie, vol. 13, no 1, p. 3-27.